# Platythyrea nicobarensis
Platythyrea nicobarensis är en myrart som beskrevs av Auguste-Henri Forel 1905. Platythyrea nicobarensis ingår i släktet Platythyrea och familjen myror. Inga underarter finns listade i Catalogue of Life.